# Sao quark
Sao lạ hay còn gọi là sao quark, là loại sao ngoại lai (Sao lạ, Sao kỳ lạ) giả thuyết được tạo thành từ vật chất quark hay vật chất lạ. Trên lý thuyết, nó là vật chất suy biến ở trạng thái siêu đặc, được tạo thành bên trong những sao neutron cực lớn.

Khi vật chất cấu tạo nên sao neutron bị nén dưới áp suất đủ cao bởi chính trọng lượng của nó, bản thân sao neutron bị vỡ ra thành các cấu tử quark, up quark và down quark. Một số quark có thể tiếp tục chuyển hoá thành quark lạ và hình thành nên vật chất lạ. Ngôi sao này trở thành sao quark hay sao lạ, tương tự như một hadron đơn khổng lồ nhưng bị giới hạn bởi trọng lực chứ không phải các lực màu. Vật chất quark hay vật chất lạ là đối tượng nghiên cứu của thuyết vật chất tối - được đề cập đến trong nhiều lý thuyết vũ trụ học.

## Sao quark
Một sao quark có thể được hình thành từ một sao neutron thông qua một quá trình giải phóng quark. Quá trình này có thể tạo thành sao quark mới. Ngôi sao tạo thành này có những quark tự do  trong lòng nó. Quá trình giải phóng này sinh ra năng lượng lớn, có thể kèm theo một vụ nổ và phóng ra các bức xạ gamma để tạo thành các sao quark mới.

Nếu xét về khối lượng và mật độ vật chất, sao quark được xếp giữa sao neutron và hố đen (hay lỗ đen). Nếu thêm lượng đủ lượng vật chất vào đó, nó sẽ co lại thành một hố đen.

Các sao neutron phải có khối lượng bằng 5 - 8 lần khối lượng mặt trời với tốc độ tự quay nhanh hơn. Sao loại này chiếm 1% số lượng sao neutron dự kiến. Phép ngoại suy từ đó chứng tỏ không thể hình thành quá 2 sao quark mới  mỗi ngày.

Theo các nghiên cứu lý thuyết, các sao quark không phát ra các bức xạ vô tuyến, do đó, những sao neutron không phát bức xạ vô tuyến rất có thể là sao quark.

## Sao lạ
Những cuộc nghiên cứu lý thuyết gần đây đã tìm ra cơ chế thu hẹp trường điện từ và giảm mật độ của các sao quark chứa các "ổ quark lạ" (strange quark nuggets) từ các cơ sở lý thuyết cũ. Cơ chế này khiến ta nhầm lẫn sao quark với sao neutron. Nhóm nghiên cứu đã đặt ra một số giả thiết làm cơ sở dẫn tới kết luận không chắc chắn là vỏ của những ngôi sao này không hẳn là đặc.
Một số nghiên cứu khác lại cho kết quả: "Bề mặt tiếp xúc giữa vật chất quark và chân không phải có tính chất khác hẳn bề mặt của sao neutron"; và các thông số mang tính quyết định như sức căng bề mặt và lực điện từ đã bị bỏ qua trong các nghiên cứu ban đầu, kết quả cho thấy khi sức căng bề mặt bé hơn giá trị giới hạn, bề mặt lạ hiển nhiên không bền và bị phá vỡ, sao lạ sẽ được hình thành một cách tự nhiên với một bề mặt vật chất lạ phức tạp, tương tự như các sao neutron.

## Các giả thuyết hình thành quark khác
- Jaffe 1977, đề xuất mô hình 4-quark và số lạ (qsqs).
- Jaffe 1977 đề xuất H dibaryon, một mô hình 6-quark với quark lên (up), xuống (down) và lạ (strange) (ký hiệu là uuddss hoặc udsuds).
- Hệ thống liên kết multi-quark từ các quark nặng (QQqq).
- Năm 1987, một mô hình 5-quark lần đầu tiên được đưa ra với phản quark hấp dẫn (qqqsc).
- Mô hình 5-quark có một phản quark lạ và 4 quark nhẹ chỉ gồm up quark và down quark (qqqqs).
- Nhóm 5-quark nhẹ cùng với một antidecuplet, thành phần nhẹ nhất là Ө+.
  - Dạng này cũng được mô tả bằng mô hình diquark của Jaffe and Wilczek (QCD).
- Ө++ & phản hạt Ө−−.
- Cặp 5-quark lạ (ssddu), thành phần của 5-quark nhẹ antidecuplet.
- 5-quark hấp dẫn Өc(3100) (uuddc) mô hình được tìm ra với sự cộng tác của H1.

## Quan sát thực nghiệm
Đến thời điểm này, người ta hầu như chỉ biết đến sao quark trên lý thuyết, nhưng những quan sát được công bố bởi đài thiên văn tia X Chanra vào 10 tháng 4 năm 2002 cho thấy các phát hiện về hai vật thể có thể thuộc loại này: RX J185635-3754 (RX J1856.5-3754) và 3C58. Hai vật thể này vốn được xếp loại sao neutron. Dựa trên những định luật vật lý đã biết, người ta nhận ra trước đây chúng bị xem quá nhỏ và quá lạnh hơn thực tế, cho thấy chúng được cấu thành từ vật chất  đặc hơn vật chất suy biến neutron. Nhưng những kết quả này chưa phải là cuối cùng vì vài nhà khoa học vẫn chưa công nhận sự tồn tại của những ngôi sao quark này.

Gần đây ngôi sao thứ ba, XTE J1739-285 đã được tìm thấy bởi nhóm nghiên cứu của Philip Kaaret thuộc trường đại học Iowa (Hoa Kỳ) và là sao có những đặc tính giống với dự đoán nhất.

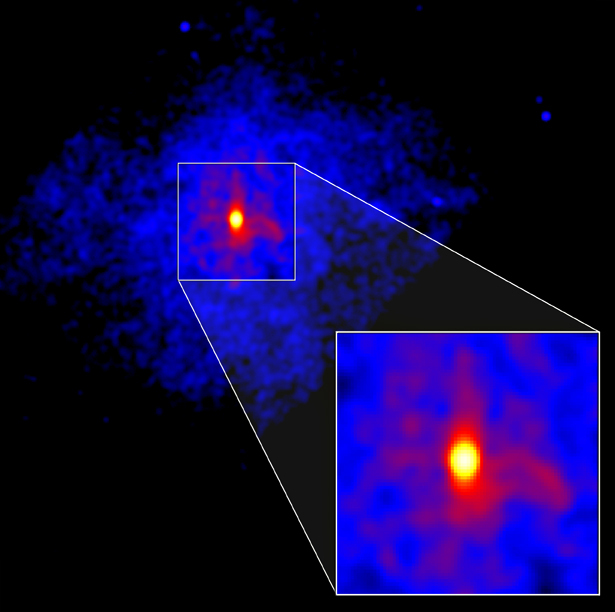
Hình chụp X-quang sao quark 3C58 bởi Đài thiên văn tia X Chanra
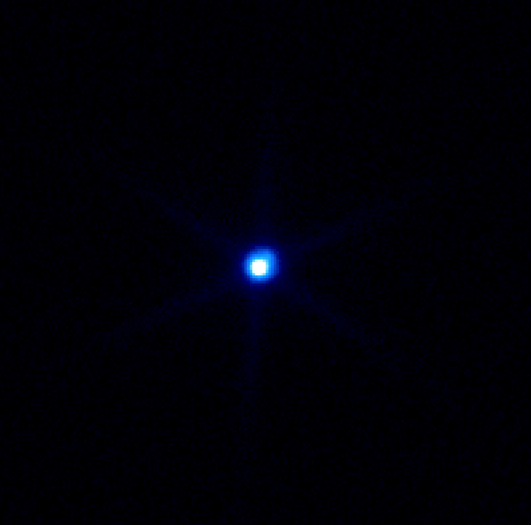
RX J1856.5-3754